# Lijst van nationale parken in Moldavië
In Moldavië zijn 2 natuurgebieden tot nationaal park uitgeroepen. 
| Nationaal park Orhei Begin:2013 Oppervlakte: 338          |
| Nationaal park Nistrul de Jos Begin:2022 Oppervlakte: 618 |

Orhei ·  
Nistrul de Jos